# سیارک ۲۶۲
سیارک ۲۶۲ (به انگلیسی: 262 Valda) دویست و شصت و دومین سیارک کشف شده‌است که در ۳ نوامبر ۱۸۸۶ و در وین کشف شد.
قدر مطلق سیارک برابر ۱۱٫۶۷ است.